# Angiopteris confertinervia
Angiopteris confertinervia är en kärlväxtart som beskrevs av Ren Chang Ching, C. Chr. och Tard. Angiopteris confertinervia ingår i släktet Angiopteris och familjen Marattiaceae. Inga underarter finns listade i Catalogue of Life.